# FC Weymouth
Der Weymouth Football Club ist ein englischer Fußballverein aus dem südenglischen Weymouth.

## Geschichte
Der FC Weymouth wurde am 26. August 1890 gegründet und war 1896 Gründungsmitglied der Dorset Football League. Nach der kriegsbedingten Einstellung des Spielbetriebs trat der Klub nach dem Ende des Ersten Weltkriegs parallel in der Western Football League an. 1922 wurde der Klub Meister der Dorset Football League, neben der Titelverteidigung im folgenden Jahr gewann die Mannschaft mit dem Pokal der Dorset League und der Meisterschaft der Western Football League das Triple. Daraufhin wandte sich der Klub dem Profifußball zu und wurde in die Southern Football League aufgenommen, so dass er am FA Cup teilnehmen durfte. Bei der ersten Teilnahme im Rahmen des Pokalwettbewerbs 1925/26 scheiterte die Mannschaft in der ersten Runde am AFC Newport County. 1928 zog sich der Klub aus finanziellen Gründen aus der Southern League zurück und ersetzte in der Western League die bis dato dort angetretene Reservemannschaft.
1949 wurde der FC Weymouth wieder in die Southern League aufgenommen, wo er 1952 hinter Merthyr Tydfil FC und 1955 hinter Yeovil Town jeweils Vizemeister wurde. 1959 qualifizierte sich die Mannschaft für die innerhalb der Southern League neu eingeführte Premier Division, wo sie 1965 und 1966 jeweils den Meistertitel gewann. Bis zur Ligareform 1979, als die Alliance Premier League als oberste Spielklasse unterhalb des Spielbetriebs der Football League eingeführt wurde, gehörte der Klub als neben Yeovil Town und Telford United nur einer von drei Klubs der gesamten Existenz der Premier Division an. In der neuen Liga wurde der Klub in der Auftaktsaison hinter dem FC Altrincham Vizemeister, rutschte aber in der Folgezeit in den mittleren Tabellenbereich ab. 1982 gewann die Mannschaft den Ligapokal der Serie, stieg aber später aus dem National-League-Bereich ab.
2020 stieg der FC Weymouth über die Aufstiegs-Play-offs nach einem Finalsieg über den FC Dartford wieder in die National League auf. Nach zwei Spielzeiten beendete der Klub als Tabellenvorletzter gemeinsam mit King’s Lynn Town und Dover Athletic die Saison auf einem Abstiegsplatz. Anschließend stand er auch in der National League South im Abstiegskampf, konnte sich aber aufgrund der besseren Tordifferenz gegenüber den punktgleichen Konkurrenten Dover Athletic und Dulwich Hamlet in der sechsthöchsten Spielklasse halten.